# Pożar buszu na Wyspie Kangura
Pożar buszu na Wyspie Kangura – klęska żywiołowa, która miała miejsce od 6 grudnia 2007 do 14 grudnia 2007 w zachodniej części wyspy Kangura (Australia Południowa). Pożar powstał w wyniku uderzenia pioruna i spowodował śmierć jednej osoby, spłonęło 95000 ha ziemi (20% powierzchni wyspy),  głównie ucierpiały rezerwaty przyrody i Park Narodowy Flinders Chase.